# Symphyse
Une symphyse (ou articulation cartilagineuse secondaire) est une articulation cartilagineuse dans laquelle les os sont reliés par du fibrocartilage. Du point de vue fonctionnel, c'est une amphiarthrose.
Dans l'anatomie humaine, on retrouve ce genre d'articulation :
- entre les corps de deux vertèbres adjacentes (en dehors des deux premières), séparées par un disque intervertébral ;
- entre le corps de la cinquième vertèbre lombaire et le sacrum, avec un disque intervertébral également ;
- entre le sacrum et le coccyx ;
- entre les différentes parties du coccyx ;
- entre les deux os coxaux, au niveau de la symphyse pubienne ;
- entre le corps du sternum et le manubrium sternal d'une part, et le processus xiphoïde d'autre part.

Les plus volumineuses sont les articulations intervertébrales et l'articulation pubienne.